# David Maftei
David Iulian Maftei (n. 12 iulie 2004, Vaslui, Vaslui, România) este un fotbalist care joacă la FCV Farul Constanța.